# Melica riograndensis
Melica riograndensis là một loài thực vật có hoa trong họ Hòa thảo. Loài này được Longhi-Wagner & Valls mô tả khoa học đầu tiên năm 1977.